# Spoorlijn Köln-Nippes - Köln-Ehrenfeld
De spoorlijn Köln-Nippes - Köln-Ehrenfeld is een Duitse spoorlijn en is als spoorlijn 2614 onder beheer van DB Netze.

## Geschiedenis
Het traject werd door de Preußische Staatseisenbahnen geopend op 20 november 1890.

## Treindiensten
De lijn is alleen in dienst voor goederenvervoer.

## Aansluitingen
In de volgende plaatsen is of was er een aansluiting op de volgende spoorlijnen:
Köln-Nippes
DB 2615, spoorlijn tussen Köln West en Köln-Longerich
Köln-Ehrenfeld
DB 2613, spoorlijn tussen Köln West en Köln-Ehrenfeld

## Elektrificatie
Het traject werd in 1966 geëlektrificeerd met een wisselspanning van 15.000 volt 16⅔ Hz.